# 轟轟戦隊ボウケンジャー
『轟轟戦隊ボウケンジャー』（ゴーゴーせんたいボウケンジャー）は、2006年2月19日から2007年2月11日まで、テレビ朝日系列で毎週日曜7:30 - 8:00（JST）に全49話が放送された、東映制作の特撮テレビドラマ、および劇中で主人公たちが変身するヒーローの名称。

## 概要

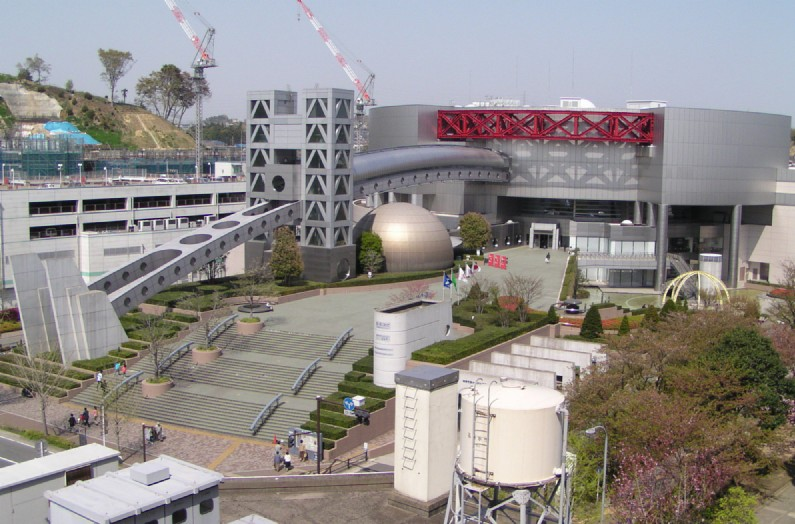
（地球市民かながわプラザ）
主人公たちが本拠地とする博物館「サージェスミュージアム」（外観）として撮影された。

スーパー戦隊シリーズ第30作の記念戦隊。「冒険」をメインテーマとしてトレジャーハンティングがモチーフになっており、地球に眠る宝「プレシャス」を巡る、正義と悪の争奪戦を描く。大きな特徴が、戦隊の目標が「敵組織の打倒」ではないことである。ボウケンジャーの第一任務はあくまでプレシャスの保護で、敵との戦いも「プレシャスを悪事のために狙う者の排除」として展開される。同時に「乗り物」も本作品におけるモチーフの一つであり、登場した巨大メカは当時最多の18種類に及ぶ。タイトルの「轟轟」は、主要なモチーフである「車」の文字が多いことからつけられた。
作劇上のもう一つの特徴が、「ゴードム文明」「ジャリュウ一族」「ダークシャドウ」「クエスター」といった、複数の敵組織が並行して存在することである。第三勢力的な存在は過去作にも何度か登場したが、「組織」としての敵が複数存在するのは初めてであり、時にはボウケンジャーと敵組織で三つ巴や四つ巴の戦いも展開される。日笠は、敵が入れ替わることにより物語のテイストが変化することへの期待があったと述べている。また、メインライターの會川昇は自身の趣味も反映されたと述べている。
30作目の記念企画として、エンディング後には全30戦隊を順に紹介するミニコーナーが挿入された（詳細は後述）。日笠は、企画内容への自信から過去の戦隊との関わりは物語には取り入れず、周辺環境としてお祭り要素を取り入れたとしている。

## 制作
本作品より、HDテレシネによる、シリーズ初の画面縦横比16:9のハイビジョン放送を採用。撮影は『パワーレンジャー』へ流用する関係から引き続きフィルムによるものであり、スーパー16と35mmフィルムが使用された。VTR撮影への移行は、3年後の『侍戦隊シンケンジャー』を待つことになる。
これまでの公演を撮影した写真や映像がインターネットに流出したことが理由で、毎年恒例となっている東京ドームシティアトラクションズ・スカイシアターの公演では変身前の役者が出る回に限り、公演の模様を撮影・録音をする行為が全面的に禁止された。
当時恒例となっていた京都をロケの舞台としたエピソードは、スケジュールの都合上本作品では導入されていない。會川は京都編のプロットを用意していたが実現には至らず、2年後の映画『炎神戦隊ゴーオンジャー BUNBUN!BANBAN!劇場BANG!!』で自ら要望して京都ロケを実現させた。

## あらすじ
地球に眠る、大いなる力を秘めた現代の科学水準を超えた古代の危険な秘宝プレシャス。世界を滅ぼすことも容易いそれらの秘宝を狙う悪は多くいる。民間団体・サージェス財団は、プレシャスを回収し悪の手に渡らないよう安全に保護・管理するための精鋭部隊を結成した。彼らこそ轟轟戦隊ボウケンジャーである。
ボウケンジャーの明石暁ら3人は、新メンバーである伊能真墨と間宮菜月らとともに、プレシャス“ゴードムの心臓”の回収に向かう。入隊テストを兼ねて先行した新メンバー2人だったが、トラップに引っ掛かり大地の震えとともに海底遺跡が浮上。それに伴い、遺跡内の奥深くにあった石棺の封印も解け、ゴードム文明の古代人・大神官ガジャも眠りから覚めてしまった。
改めて5人で遺跡に突入したボウケンジャーはゴードムの心臓を発見するが、ガジャに奪われて巨神ゴードムの動力源として利用される。ボウケンジャーは巨大ロボ・ダイボウケンを繰り出して巨神を倒すが、ガジャは突如現れたジャリュウ一族に連れ去られた。世界の行く末さえ決める力を持つプレシャスを巡り、ボウケンジャーと数多の悪の組織・ネガティブシンジケートとの戦いが始まった。

## 作品詳細

### 設定

#### サージェス財団
正式名称は“SGS-Foundation”。通称サージェス。SGSは、Search（探す）、Guard（守る）、Successor（受け継ぐ）の略語。
世界各地で失われかけている歴史上の貴重な宝を探索・収集して保護する世界的な民間団体。古代文明の遺物、知られざる財宝、そして絶滅寸前の動植物まで、人類にとって貴重なものならば、すべて発見、保管、そして次代へ引き継ぐことを目的としている。その保護活動は一般にも認知されている。劇中でしばしばその名前が登場する「サージェスヨーロッパ」を始め、世界各地に支部を持つ。
Task.29に登場した五十嵐半蔵博士のように、サージェスが貴重な遺跡を荒らし、宝を独占していると思い活動や収集を否定する人もいる。
- 東映プロデューサーの日笠淳は、ミニチュア特撮で格納庫の描写を見せたいという意図からの逆算で組織に所属するヒーローと設定したと述べている[5]。

サージェスミュージアム
サージェスが収集したさまざまな宝物を展示している博物館。一般に開放されていて自由に見学できるが、危険度の高さゆえに「プレシャス」の存在は公に明かされておらず、展示もない。ボウケンジャーもここを活動拠点とすると同時に、普段はここで学芸員として働いているが、劇中でそういう光景はほとんど見られなかった。
- 施設中、サロンと牧野工房が本作品のパーマネントセットとなっている。

サロン
ミュージアムのスタッフルームの一角にあるミーティングルーム。ボウケンジャーは、ここでミスターボイスの指令を待っている。中央のテーブルは3Dモニターになっている。ただの作戦室とは違い、待機時やオフのときにメンバーが寛げるスペースもある。
ロフトの下にはロッカーがあり、暗証番号をアクセルラーのサーチモードで投影すると開錠される。
牧野工房やボウケンパーキングなどの施設とはエレベーターで繋がっている。
牧野工房
ボウケンパーキングのすぐそばにある、牧野専用の研究室。牧野は基本的にここに常駐しており、プレシャスの解析や、新装備の開発に使われる。ボウケンドライバーは工房の壁の棚に保管してあり、棚そのものがドライバーの射出台となっている。
トレーニングルーム
地下施設の中にある、ボウケンジャーのトレーニングルーム。射撃場やゴーゴービークルのシミュレータなどがある。
個室
各メンバー用の部屋で机やベッド付き。蒼太曰くペットの飼育は禁止ではないらしい。
ボウケンパーキング
サージェスミュージアムの地下200mに秘密裏に建造された巨大な格納庫で、ビークルの修理や整備もここで行われる。パーキングと地上の施設へは、わずか10秒で行き来可能な高速エレベーターを使う。
ゴーゴーファイヤーなどのサージェスレスキューのビークルや、ゴーゴーボイジャーの専用ドックは別区画になっている。
プレシャスバンク
回収したプレシャスを保管する特別保管施設。その場所は、数あるサージェスの機密の中でもトップシークレットで、場所を知る者は限られた者だけ。内部は何重もの扉と、最新のセキュリティシステムで守られ、万一に備えて自爆装置まで備えられている。だがTask.47でリュウオーンに侵入を許してしまい、数多くのプレシャスと共に自爆してしまった。

#### ネガティブシンジケート
プレシャスを金銭目的や世界征服など多様な目的で収集する集団の総称。「ネガティブ」と略称されることが多い。
本作品では単一の敵組織は設定されず、複数の組織同士が互いに手を組んだり利用したり対立したりする。劇中に登場するもの以外にも、Task.2では「レッドダーク」「クロイム・ギア」「エゴル・ゴズル」「ジャンシンガー一族」「コボルト帝国」「バズラード文明」「灰十字軍」「ゾーンマグマ」という組織の名前も明らかになっている。
- DVDに収録のデザインギャラリーにて、過去の本シリーズに登場したキャラクターなどをモチーフにデザインされていることが述べられている[5]。日笠は、これはデザインを担当した篠原保が取り入れたもので、自身は途中まで知らなかったと述べている[5]。

#### アシュ
猿人が人類とは別の進化過程を遂げた高等生物。世界各地に生息していたため、今日の悪魔や妖怪といった様々な怪物などの伝承の元となった。
かつて、アシュこそが地球の支配者となるに相応しいと考え、人間と戦ったものの敗北し、ほぼ全てのアシュが次元の狭間である「百鬼界」に追放され、逃れた者も監視者と呼ばれる存在に追跡・抹殺されていった。
種族のほとんどが好戦的な性質で、身体能力などは人間より優れており、それぞれが「○○魂」と称される不思議な能力を持っている。「肉体を捨てる」ことにより巨大化が可能だが、2度と元に戻れなくなる。
人間との間に子どもを作ることが可能である。ただし、人間と恋に落ちその子供を産むことは大罪とされる。
人よりもはるかに長い時を生きるようで、年齢に関してはガイとヒョウガが百鬼界追放を逃れたこと、劇中登場のアシュは全員同じ時をすごした顔見知りであること、対アシュ対策のプレシャスが1000年前に製作されたことから、純血種は少なくとも1000年以上生きている。また、菜月がレムリア人であることやズバーンのことを知っているなど、現代人の知らない事柄に関しても知識がある。
- メインライターの會川昇は、当初は怪物性の強いキャラクターであったが、不採用となったと述べている[6]。

## キャスト
第30作記念作品であることから過去のスーパー戦隊出演者も多く出演している。

### レギュラー・準レギュラー出演者
- 明石暁 / ボウケンレッド - 高橋光臣
- 伊能真墨 / ボウケンブラック - 齋藤ヤスカ
- 最上蒼太 / ボウケンブルー - 三上真史
- 間宮菜月 / ボウケンイエロー - 中村知世
- 西堀さくら / ボウケンピンク - 末永遥
- 高丘映士 / ボウケンシルバー - 出合正幸 (17 - 49)
- 牧野森男 - 斉木しげる (2 - 8, 10 - 16, 19 - 22, 24 - 31, 33 - 35, 37 - 49)
- 大神官ガジャ - 大高洋夫 (1 - 3, 6, 8 - 11,18 - 21, 24, 26, 29, 30, 39, 41 - 43, 47 - 49)
- 風のシズカ - 山崎真実 (3, 5, 9, 12, 14, 17, 22, 25, 32, 35, 38, 41, 42, 44, 46, 48, 49)

### 声の出演
- ミスター・ボイス - 田中信夫 (2 - 49)
- ズバーン - 堀秀行 (29 - 49)
- リュウオーン - 森田順平 (2 - 47)[注釈 10]
- ジャリュウ - 西脇保 (2 - 49)
- 闇のヤイバ - 黒田崇矢 (3 - 46)
- 幻のゲッコウ - 銀河万丈 (3 - 49)
- 怒りの鬼神ガイ / クエスター・ガイ - 三宅健太 (17 - 42)
- 大いなる獣レイ / クエスター・レイ - 鈴木千尋 (17 - 42)
- ナレーション、ボウケンジャーの各種アイテムの音声 - 太田真一郎

### 主なゲスト出演者
括弧内の数字は出演回。放映リストに記載されているものは除く。
- 山谷一正 - 井田國彦 (3)
- 会長 - 大木史朗 (3)
- 柾木紫郎[注釈 11] - 村上裕亮 (4, 18)
- キョウコ - 繁田美貴 (4)
- キャスター - 上田晴美 (4)
- 翔 - 牧野晴（5）
- 香川慈門 - 清水綋治 (7)
- 唐物屋和子 - 松金よね子 (9, 10, 33)
- 少年時代の伊能真墨 - 加藤将太 (9)
- セレネー - 柳沢なな (13)
- ミリア - 碇由貴子 (14)
- 水の民の長老・マギ - マイク眞木 (15, 16)
- 水の民ラギ - 柴木丈瑠 (15, 16)
- ケイ - 東山麻美 (19, 20, 41, 42, 48)
- 高丘漢人 - 渡洋史 (19, 20, 40)
- 少年時代の映士 - 佐々木海志 (20)
- 鳥羽祐二 - 窪寺昭 (23)
- 少年 - 神谷涼太 (24)
- 怪女クロリンダ - クノ真季子 (26)
- 五十嵐半蔵 - 不破万作 (29)
- ボウケンジャーキャンペーンの子供たち (30)
- 島田浩介 - 坂本真 (32)
- 菜月の父 - 土屋圭輔(33,34)
- 菜月の母 - たなかえり(33, 34)
- 所長 - 藤田清二 (35)
- 太郎 - 今西啓人、中浜水希、野澤絢人（36）
- 丹原敏郎 - 森下哲夫 (37)
- 若林マネージャー - 能見達也 (37)
- みゆ - 秦みずほ (38)
- 子供時代の映士 - 上田拓未 (40)
- イヴ - 秋山莉奈 (43)
- 少女[注釈 12] - 菅野莉央 (47 - 49)
- 少年 - 照井宙斗（49）

### スーツアクター
ボウケンブルー役の竹内康博は、JAEの方針によりしばらくスーパー戦隊シリーズのレギュラーから離れていたが、アクション監督の石垣広文の要望によりレギュラーメンバーに復帰した。ボウケンイエロー役の蜂須賀祐一が女性キャラクターをメインで担当するのは『百獣戦隊ガオレンジャー』以来であった。また、舞台や時代劇で活動していた清家利一が本作品よりスーツアクターとして活動を再開し、以降もスーパー戦隊シリーズでレギュラーを演じている。
- ボウケンレッド[16][17]、ダイタンケン[16] - 福沢博文
- ボウケンブラック[出典 2] - 今井靖彦
- ボウケンブラック（代役）[21][22][23] - 高岩成二
- ボウケンブルー[出典 3] - 竹内康博
- ボウケンイエロー[出典 4] - 蜂須賀祐一
- ボウケンピンク[出典 5]、カース[29] - 中川素州
- ボウケンピンク（代役）[30] - 小野友紀
- ボウケンピンク（代役）[30] - 三住敦洋
- ボウケンシルバー[31][17]、創造王リュウオーン[出典 6]、闇のヤイバ[17] - 日下秀昭
- 創造王リュウオーン[17]、闇のヤイバ[17]、ガジャドム[33] - 岡元次郎
- 大剣人ズバーン[17][15]、怒りの鬼神ガイ / クエスター・ガイ[出典 7] - 清家利一
- 大いなる獣レイ / クエスター・レイ[34][17] - 大林勝
- ニセボウケンイエロー[35] - 人見早苗

## スタッフ
チーフプロデューサーは前述のとおり日笠淳が担当。『爆竜戦隊アバレンジャー』以来3年ぶりの戦隊シリーズ復帰となった。メインライターは『アバレンジャー』などに参加していた會川昇がシリーズで初めて担当した。サブライターに小林靖子、荒川稔久、武上純希ら、かつて日笠が手掛けた戦隊シリーズでメインライターを務めた面々がそろい踏みしている。
メイン監督は日笠と長い付き合いである諸田敏が起用された。諸田はパイロット編、劇場版、新キャラクター登場編、最終回といった主要回を一手に手掛け、本作品において演出面での中心的役割を果たしている。
- 原作 - 八手三郎
- 連載 - テレビマガジン、てれびくん
- プロデュース - シュレック・ヘドウィック・八木征志（テレビ朝日）、日笠淳・宇都宮孝明（東映）、矢田晃一（東映エージエンシー）
- 脚本 - 會川昇、小林靖子、大和屋暁、荒川稔久、武上純希
- 音楽 - 中川幸太郎
- 撮影 - 松村文雄、大沢信吾
- 計測 - 相葉実、岩崎智之
  - 撮影助手 - 矢頭知美、佐藤圭
- 照明 - 堀直之、竹田勝三、高橋道夫、小野幹雄
  - 照明助手 - 本田純一、稲嶺司
- 記録 - 関根秀子、栗原節子、渋谷康子、坂本希代子
- 美術 - 大谷和正
- 装飾 - 神戸信次、山口康孝、山本信毅、塩満義幸（東京美工）、高津装飾美術
  - 装飾助手 - 淀名和祐介
- 装置 - 紀和美建
- 美粧 - 奥村弘子、サン・メイク
- 衣裳 - 杉山敦子、東京衣裳
- 録音・選曲 - 宮葉勝行
- 音響効果 - 阿部作二（大泉音映）
- MAオペレーター - 竹田直樹、宮本明子
- 録音協力 - オーエイギャザリング
- 編集 - 阿部嘉之、大畑英亮
  - 編集助手 - 柳澤和子
- HDコーディネータ - 塩田敏広
- EED - 長澤亮祐（TOVIC）
- 音楽プロデューサー - 前山寛邦
- キャラクターデザイン - 篠原保、原田吉朗
- イラスト - 野口竜
- 造型 - レインボー造型企画、前澤範
- デザイン協力 - プレックス
- 企画協力 - 企画者104
- 資料担当 - 葛西おと、松井大
- 視覚効果 - 沖満
- デジタル合成
  - 日本映像クリエイティブ - 柳原嘉宣、河島一英、武隈樹成、上田茂、鈴木智子、塚田均、吉田忠弘、豊直康、國米修市、三輪智章、田中良一、吉岡直生、越智裕司、鈴木浩一
  - マリンポスト - 田中貴志、道木伸隆、諸星勲、舟橋奨、小高慶人
  - キュー・テック - 山本智也、佐藤彩、照井一宏
  - 廣田隼也、荒木忠生、千葉英樹、根本輝久
- 助監督 - 息邦夫、加藤弘之、荒川史絵、須上和泰、亀原宏誠、田中孝典
- 進行主任 - 喜多智彦、式守修、遠藤聖一、小林智裕
  - 進行助手 - 熊倉慎
- 操演 - 寺門勇
- ロケ車輌 - 昭和興業
- カースタント - タケシレーシング
- モニターワーク - スタジオガラパゴス、小林真吾、遠藤眞一郎
- 宣伝 - 五十嵐恵、中嶋哲也
- インターネット - 木村里織、遠藤亮治（テレビ朝日）
- ダンス指導 - 彩木エリ
- プロデューサー補 - 大森敬仁、泉谷裕
- 仕上担当 - 八木明広
- 制作デスク - 青柳夕子
- 制作担当 - 谷口正洋
- 装飾協力 - アキレス、アジアンウォーカー、インテリアクリーン、SAKURA、日本光電
- 技術協力 - 東映ラボ・テック
- 特撮研究所
  - スーパーバイザー - 高橋政千
  - 撮影 - 中根伸治、鈴木啓造
  - 照明 - 安藤和也、関沢陽介
  - 美術 - 松浦芳、杦山弘平
  - 操演 - 船越幹雄、中山亨
- VFXスーパーバイザー - 足立亨
- ミニチュア造型 - ミューロン
- VFX - 山本達也、矢島将人（特撮研究所）、渡辺輝重、角田徳秀（THUMBS.UP）
- 特撮監督 - 佛田洋
- アクション監督 - 石垣広文、竹田道弘（ジャパンアクションエンタープライズ）
- 監督 - 諸田敏、中澤祥次郎、竹本昇、坂本太郎、渡辺勝也、鈴村展弘
- 制作 - テレビ朝日、東映、東映エージエンシー

## 音楽
主題歌
オープニングテーマ「轟轟戦隊ボウケンジャー」
作詞：岩里祐穂 / 作曲：山田信夫 / 編曲：京田誠一 / 歌：NoB
エンディングテーマ「冒険者 ON THE ROAD」
作詞：岩里祐穂 / 作曲：YOFFY / 編曲：サイキックラバー・大石憲一郎 / 歌：サイキックラバー
前後作のエンディングに見られるダンスや歌詞字幕は廃され、ロケ中心の映像となっている。最終回ではエピローグをバックに流された。

挿入歌
「ボウケンジャー GO ON FIGHTING!」（Task.7・29・46）
作詞：桑原永江 / 作曲：山田信夫 / 編曲：岩崎貴文 / 歌：NoB
Task.13ではインストゥルメンタル版が使用され、Task.48では次回予告後の提供クレジットのBGMとして使用された。
「轟轟合体! ダイボウケン!!」（Task.2・5・6）
作詞：八手三郎 / 作曲・編曲：中川幸太郎 / 歌：宮内タカユキ
Task.9・37ではインストゥルメンタル版が使用された。
「冒険パンチ!」（Task.24）
作詞：藤林聖子 / 作曲：田代智一 / 編曲：亀山耕一郎 / 歌：堀江美都子
「FLY OUT! ULTIMATE DAIBOUKEN」（Task.16）
作詞：八手三郎 / 作曲・編曲：渡辺宙明 / 歌：串田アキラ
Task.23ではインストゥルメンタル版が使用された。
「GO! GO! GO! GO! ネガティブシンジケート」（Task.39）
作詞：齋藤謙策 / 作曲・編曲：ジャック・伝ヨール / 歌：齋藤謙策
各ネガティブを紹介するシーンで1-4番が全て使用された。
「S.G.S 〜いざ進めサージェス!〜」
作詞・作曲：高取ヒデアキ / 編曲：籠島裕昌 / 歌：サージェス合唱団
「眩き閃光! ボウケンシルバー」（Task.19・42）
作詞：高取ヒデアキ / 作曲：中川幸太郎 / 編曲：籠島裕昌 / 歌：高取ヒデアキ
「ゴーゴービークル大行進!」
作詞・作曲・編曲・歌：岩崎貴文
「希望のサイレンビルダー」（Task.20）
作詞：八手三郎 / 作曲・編曲：中川幸太郎 / 歌：MoJo
「Start up! 〜絆〜」（Task.39・48）
作詞・作曲：山田信夫 / 編曲：岩崎貴文 / 歌：NoB
「NEVER ENDING VOYAGE」（Task.34）
作詞：八手三郎 / 作曲・編曲：中川幸太郎 / 歌：水木一郎

キャラクターソング
「最高のプレシャス」（Task.43）
作詞・作曲：YOFFY / 編曲：大石憲一郎 / 歌：明石暁（高橋光臣）
「Black Drive」
作詞：藤林聖子 / 作曲・編曲：岩崎貴文 / 歌：伊能真墨（齋藤ヤスカ）
「BLUE for you」（Task.38）
作詞・作曲：三上真史 / 編曲：大槻啓之 / 歌：最上蒼太（三上真史）
「ひみつのたからもの」
作詞：中村知世 / 補作詞・作曲・編曲：ムラマツテツヤ / 歌：間宮菜月（中村知世）
「さくら」
作詞：末永遥 / 作曲・編曲：ムラマツテツヤ / 歌：西堀さくら（末永遥）
「銀色の風に吹かれて」（Task.40）
作詞：桑原永江 / 作曲：IMAJO / 編曲：大石憲一郎 / 歌：高丘映士（出合正幸）

## 放送日程
放送回のカウントは全話通して「Task（任務）」の語句で統一。
| 放送日         | 放送回(Task) | サブタイトル         | 登場ネガティブ                                                                          | ゲスト怪人                                                                                               | 登場プレシャス                                                            | 脚本     | アクション監督 | 監督       | 30戦隊大全集                                                                                                |
| -------------- | ------------ | -------------------- | --------------------------------------------------------------------------------------- | --- | ------------------------------------------------------------------------- | -------- | -------------- | ---------- | --- |
| 2006年02月19日 | 1            | 魔神の心臓           | - ゴードム文明 - ジャリュウ一族                                                         | - 巨神ゴードム（Task.1のみ） - 大邪竜ドルド                                                              | - ゴードムの心臓                                                          | 會川昇   | 石垣広文       | 諸田敏     | --- |
| 2月26日        | 2            | 竜の略奪者           | - ゴードム文明 - ジャリュウ一族                                                         | - 巨神ゴードム（Task.1のみ） - 大邪竜ドルド                                                              | - ゴードムの脳髄                                                          | 會川昇   | 石垣広文       | 諸田敏     | --- |
| 3月05日        | 3            | 覇者の剣             | - ダークシャドウ - ゴードム文明                                                         | - ツクモガミ・ジョウガミ（声 - 佐藤正治）                                                                | - 三国覇剣 - 青龍刀 - 双股剣 - 蛇矛                                       | 會川昇   | 石垣広文       | 中澤祥次郎 | 予告 |
| 3月12日        | 4            | 失われたビークル     | - ジャリュウ一族                                                                        | - マッドネス・ウェザー（怪物化時）                                                                       | - マッドネス・ウェザー                                                    | 會川昇   | 石垣広文       | 中澤祥次郎 | 秘密戦隊ゴレンジャー                                                                                        |
| 3月19日        | 5            | 帝国の真珠           | - ダークシャドウ                                                                        | - ツクモガミ・タクミガミ（声 - 仮屋昌伸） - 超巨大戦車ビオパンツァー                                     | - 帝国の真珠                                                              | 會川昇   | 石垣広文       | 竹本昇     | ジャッカー電撃隊                                                                                            |
| 3月26日        | 6            | 呪いの霧             | - ゴードム文明                                                                          | - 埴輪武者モガリ - 巨大モガリ                                                                            | - 縊                                                                      | 會川昇   | 石垣広文       | 竹本昇     | バトルフィーバーJ                                                                                           |
| 4月02日        | 7            | 火竜のウロコ         | - ジャリュウ一族                                                                        | - 邪悪竜ドライケン                                                                                       | - サラマンダーの鱗                                                        | 會川昇   | 石垣広文       | 諸田敏     | 電子戦隊デンジマン                                                                                          |
| 4月09日        | 8            | アトランティスの秘宝 | - ゴードム文明                                                                          | - ヴリル - ニセボウケンブルー - ニセダイボウケン                                                         | - ヴリル                                                                  | 會川昇   | 石垣広文       | 諸田敏     | 太陽戦隊サンバルカン                                                                                        |
| 4月16日        | 9            | 折鶴の忍者           | - ダークシャドウ - ゴードム文明                                                         | - ツクモガミ・カワズガミ（声 - 龍田直樹）                                                                |                                                                           | 會川昇   | 石垣広文       | 中澤祥次郎 | 大戦隊ゴーグルファイブ                                                                                      |
| 4月23日        | 10           | 消えたボウケンレッド | - ジャリュウ一族 - ゴードム文明                                                         | - 大邪竜ザルド - 大邪竜ギラド                                                                            | 科学戦隊ダイナマン                                                        | 會川昇   | 石垣広文       | 中澤祥次郎 | |
| 4月30日        | 11           | 孤島の決戦           | - ジャリュウ一族 - ゴードム文明                                                         | - 大邪竜ザルド - 大邪竜ギラド                                                                            | - レオン・ジョルダーナの画帳                                              | 會川昇   | 石垣広文       | 竹本昇     | 超電子バイオマン                                                                                            |
| 5月07日        | 12           | ハーメルンの笛       | - ダークシャドウ                                                                        | - ツクモガミ・カナデガミ（声 - 津久井教生）                                                              | - ハーメルンの笛                                                          | 小林靖子 | 石垣広文       | 竹本昇     | 電撃戦隊チェンジマン                                                                                        |
| 5月14日        | 13           | かぐや姫の宝         | - ジャリュウ一族                                                                        | - 邪悪竜リンドム（声 - 郷里大輔）                                                                        | - 不死の薬 - 月の羽衣                                                     | 大和屋暁 | 石垣広文       | 坂本太郎   | 超新星フラッシュマン                                                                                        |
| 5月21日        | 14           | 甦る過去             | - ダークシャドウ                                                                        | - ツクモガミ・ネンドガミ（声 - 園部啓一、人間体 - 碇由貴子）                                             | - アメノカナヤマノハガネ                                                  | 荒川稔久 | 石垣広文       | 坂本太郎   | 光戦隊マスクマン                                                                                            |
| 5月28日        | 15           | 水の都               | - ジャリュウ一族                                                                        | - 邪悪竜ナーガ（声 - 梁田清之） - 大邪竜ゾラド（Task.16のみ） - 水の民ラギ（演 - 柴木丈瑠） - 竜人・ラギ |                                                                           | 小林靖子 | 石垣広文       | 渡辺勝也   | 超獣戦隊ライブマン                                                                                          |
| 6月04日        | 16           | 水のクリスタル       | - ジャリュウ一族                                                                        | - 邪悪竜ナーガ（声 - 梁田清之） - 大邪竜ゾラド（Task.16のみ） - 水の民ラギ（演 - 柴木丈瑠） - 竜人・ラギ | - アクアクリスタル                                                        | 小林靖子 | 石垣広文       | 渡辺勝也   | 高速戦隊ターボレンジャー                                                                                    |
| 6月11日        | 17           | アシュの鏡           | - アシュ - ダークシャドウ                                                               | - ヒョウガ（声 - 浜田賢二/Task.17のみ） - 怒りの鬼神ガイ - 大いなる獣レイ                                | - 百鬼鏡                                                                  | 會川昇   | 石垣広文       | 中澤祥次郎 | 地球戦隊ファイブマン                                                                                        |
| 6月25日        | 18           | 生きていた男         | - アシュ - ゴードム文明                                                                 | - ヒョウガ（声 - 浜田賢二/Task.17のみ） - 怒りの鬼神ガイ - 大いなる獣レイ                                | - 兵の弓                                                                  | 會川昇   | 石垣広文       | 中澤祥次郎 | 鳥人戦隊ジェットマン                                                                                        |
| 7月09日        | 19           | 眩き冒険者           | - アシュ⇒クエスター - ゴードム文明                                                      | | -                                                                         | 會川昇   | 石垣広文       | 竹本昇     | 恐竜戦隊ジュウレンジャー                                                                                    |
| 7月16日        | 20           | 新たなる巨人         | - ゴードム文明 - クエスター                                                             | - 巨神ガガドム（クエスターロボ）                                                                         | - 雷砲                                                                    | 會川昇   | 石垣広文       | 竹本昇     | 五星戦隊ダイレンジャー                                                                                      |
| 7月23日        | 21           | 打出の小槌           | - ジャリュウ一族 - ゴードム文明                                                         | - 超巨大ジャリュウ                                                                                       | - 打出の小槌                                                              | 大和屋暁 | 石垣広文       | 渡辺勝也   | 忍者戦隊カクレンジャー                                                                                      |
| 7月30日        | 22           | ソロモンの指輪       | - ダークシャドウ                                                                        | - ツクモガミ・ズカンガミ（スーツアクター・声 - 村岡弘之）                                                | - ソロモンの指輪                                                          | 大和屋暁 | 石垣広文       | 渡辺勝也   | 超力戦隊オーレンジャー                                                                                      |
| 8月06日        | 23           | あぶない相棒         | - クエスター                                                                            | - クエスターロボ・疾                                                                                     | -                                                                         | 小林靖子 | 石垣広文       | 坂本太郎   | 激走戦隊カーレンジャー                                                                                      |
| 8月13日        | 24           | 初音の鼓             |                                                                                         | - 幻影ネガティブ怪人軍団                                                                                 | - 初音の鼓                                                                | 小林靖子 | 石垣広文       | 坂本太郎   | 電磁戦隊メガレンジャー                                                                                      |
| 8月20日        | 25           | 禁断の果実           | - ダークシャドウ - ジャリュウ一族                                                       | - ツクモガミ・アクタガミ（声 - 坂口候一）                                                                | - 知恵の果実                                                              | 會川昇   | 石垣広文       | 中澤祥次郎 | 星獣戦隊ギンガマン                                                                                          |
| 8月27日        | 26           | ガラスの靴           | - ゴードム文明                                                                          | - 王子（演 - 萬雅之）                                                                                    | - ガラスの靴                                                              | 會川昇   | 石垣広文       | 中澤祥次郎 | 救急戦隊ゴーゴーファイブ                                                                                    |
| 9月03日        | 27           | 風水占いの罠         | - ジャリュウ一族                                                                        | - 邪悪竜ターロン（声 - 島田敏）                                                                          | - 風水羅盤・竜眼                                                          | 大和屋暁 | 石垣広文       | 竹本昇     | 未来戦隊タイムレンジャー                                                                                    |
| 9月10日        | 28           | 伝説の鎧             | - クエスター                                                                            | - クエスターロボ将                                                                                       | - 伝説の鎧                                                                | 大和屋暁 | 石垣広文       | 竹本昇     | 百獣戦隊ガオレンジャー                                                                                      |
| 9月17日        | 29           | 黄金の剣             | - ジャリュウ一族 - ゴードム文明                                                         | - 幻獣                                                                                                   | - 黄金の剣 - レムリアの卵                                                 | 會川昇   | 石垣広文       | 諸田敏     | 忍風戦隊ハリケンジャー                                                                                      |
| 9月24日        | 30           | 怒りの黄金魔人       | - ゴードム文明                                                                          | - 改造幻獣ゴードラム                                                                                     | - レムリアの卵                                                            | 會川昇   | 石垣広文       | 諸田敏     | 爆竜戦隊アバレンジャー                                                                                      |
| 10月01日       | 31           | 亡国の炎             | - クエスター                                                                            | - クエスターロボ・噴                                                                                     | - 亡国の炎                                                                | 小林靖子 | 石垣広文       | 中澤祥次郎 | 特捜戦隊デカレンジャー                                                                                      |
| 10月08日       | 32           | ボウケン学校の秘密   | - ダークシャドウ                                                                        | - ツクモガミ・シルベガミ（スーツアクター・声 - 大林勝）                                                  | - 光の船                                                                  | 小林靖子 | 石垣広文       | 中澤祥次郎 | 魔法戦隊マジレンジャー                                                                                      |
| 10月15日       | 33           | レムリアの太陽       | - クエスター - ジャリュウ一族                                                           | - 邪機竜グランド - 大邪竜ゾラド（Task.33）                                                               | - レムリアの太陽                                                          | 會川昇   | 石垣広文       | 渡辺勝也   | 轟轟戦隊ボウケンジャー                                                                                      |
| 10月22日       | 34           | 遼かなる記憶         | - クエスター - ジャリュウ一族                                                           | - 邪機竜グランド - 大邪竜ゾラド（Task.33）                                                               | - レムリアの太陽                                                          | 大和屋暁 | 石垣広文       | 渡辺勝也   | スーパー戦隊第1号・ゴレンジャー                                                                             |
| 10月29日       | 35           | 神の頭               | - ダークシャドウ                                                                        | - ツクモガミ・マモリガミ（声 - 沼田祐介）                                                                | - 神の頭                                                                  | 小林靖子 | 石垣広文       | 諸田敏     | 巨大ロボ第1号・バトルフィーバーロボ                                                                         |
| 11月05日       | 36           | 鬼の金棒             | - クエスター                                                                            | - クエスターロボ・進                                                                                     | - 山砕きの金棒                                                            | 小林靖子 | 石垣広文       | 諸田敏     | 変形ロボ第1号・ダイデンジン 合体ロボ第1号・サンバルカンロボ                                                 |
| 11月12日       | 37           | 憧れの芸能界         | - ジャリュウ一族                                                                        | - 邪悪竜デンベエ（声 - 石田彰） - 巨大ジャリュウ                                                         | - 繁栄の石                                                                | 荒川稔久 | 石垣広文       | 竹本昇     | 2号ロボ第1号・タイタンボーイ/グレートタイタン                                                               |
| 11月19日       | 38           | 虹の反物             | - ダークシャドウ                                                                        | - 風のスーパーシズカ                                                                                     | - 虹の反物                                                                | 荒川稔久 | 石垣広文       | 竹本昇     | 6人目のヒーロー第1号・X1マスク/ドラゴンレンジャー                                                           |
| 11月26日       | 39           | プロメテウスの石     | - クエスター - ゴードム文明                                                             | | - プロメテウスの石（声 - 真殿光昭）                                       | 小林靖子 | 石垣広文       | 坂本太郎   | スーパー合体ロボ第1号・スーパーライブロボ                                                                   |
| 12月03日       | 40           | 西のアシュ           | - アシュ（Task.41を除く） - クエスター - ゴードム文明 - ジャリュウ一族 - ダークシャドウ | - オウガ（声 - 矢尾一樹）                                                                                | - メルクリウスの器                                                        | 小林靖子 | 石垣広文       | 坂本太郎   | 巨大基地ロボ・ターボビルダー/マックスマグマ                                                                 |
| 12月10日       | 41           | メルクリウスの器     | - アシュ（Task.41を除く） - クエスター - ゴードム文明 - ジャリュウ一族 - ダークシャドウ | - ホムンクルス - クエスタージェット・奪 - ホムンクルス（クエスタージェット・奪）                         | - メルクリウスの器 - カドゥケウスの杖 - 賢者のハーブ - パラケルススの水銀 | 大和屋暁 | 石垣広文       | 諸田敏     | 強化プロテクター・ファイブテクター/メガテクター/バトルテクター                                              |
| 12月17日       | 42           | クエスターの時代     | - アシュ（Task.41を除く） - クエスター - ゴードム文明 - ジャリュウ一族 - ダークシャドウ | - オウガ（声 - 矢尾一樹） - ホムンクルス（クエスタージェット・奪）                                       | -                                                                         | 大和屋暁 | 石垣広文       | 諸田敏     | 3号ロボ・テトラボーイ/タックルボーイ/ライナーボーイ/タイムシャドウ                                          |
| 12月24日       | 43           | 危険な贈物           | - ゴードム文明                                                                          | - ゴーレム                                                                                               | - ゴーレム                                                                | 武上純希 | 石垣広文       | 鈴村展弘   | 7体合体・究極大獣神/重甲気殿                                                                                |
| 2007年01月07日 | 44           | 仙人の温泉           | - ダークシャドウ                                                                        | - 魔鳥 - 闇のヤイバ                                                                                      | - 魔鳥の魔宝玉                                                            | 武上純希 | 石垣広文       | 鈴村展弘   | 番外ヒーロー・ニンジャマン/シグナルマン/ガンマジン                                                          |
| 1月14日        | 45           | 最凶の邪悪竜         | - ジャリュウ一族                                                                        | - 邪悪竜ダガーギン（声 - 岸祐二） - 闇のヤイバ                                                           | - 闇の三ッ首竜                                                            | 荒川稔久 | 竹田道弘       | 竹本昇     | 悪の戦隊・花のくの一組/邪電戦隊ネジレンジャー/銀河戦隊ギンガマン/暴走戦隊ゾクレンジャー                     |
| 1月21日        | 46           | 目覚めた闇           | - ダークシャドウ - ジャリュウ一族                                                       | - 闇のヤイバ                                                                                             | - 闇の三ッ首竜                                                            | 荒川稔久 | 竹田道弘       | 竹本昇     | 強化変身・獣装甲ギンガマン/アバレンジャーアバレモード/デカレンジャースワットモード/レジェンドマジレンジャー |
| 1月28日        | 47           | 絶望の函             | - ジャリュウ一族                                                                        | - デスペラート（声 - 塩野勝美） - ガジャドム（Last Taskのみ）                                            | - リュウオーンの兜 - パンドラの鍵 - パンドラの函                          | 會川昇   | 竹田道弘       | 諸田敏     | マルチ合体・ガオキング/アバレンオー/天下の浪速ロボスペシャル                                                |
| 2月04日        | 48           | 恐怖なる大神官       | - ゴードム文明 - ダークシャドウ                                                         | - デスペラート（声 - 塩野勝美） - ガジャドム（Last Taskのみ）                                            | - ゴードムの心臓 - ゴードムの脳髄                                         | 會川昇   | 竹田道弘       | 諸田敏     | 新戦隊・獣拳戦隊ゲキレンジャー                                                                              |
| 2月11日        | Last         | 果て無き冒険魂       | - ゴードム文明 - ジャリュウ一族 - ダークシャドウ                                        | - デスペラート（声 - 塩野勝美） - ガジャドム（Last Taskのみ）                                            | - ゴードムの脳髄 - 孫悟空の如意棒                                         | 會川昇   | 竹田道弘       | 諸田敏     | |

## 評価
平均視聴率は例年を下回った。また、玩具におけるキャラクター収入も前作『マジレンジャー』の108億円を下回る101億円であったが、売り上げ目標は100億であったため、それは達成したことになる。

## ネット局
| 対象地域       | 放送局           | 備考                                            |
| -------------- | ---------------- | ----------------------------------------------- |
| 関東広域圏     | テレビ朝日       | 制作局                                          |
| 北海道         | 北海道テレビ     |                                                 |
| 青森県         | 青森朝日放送     |                                                 |
| 岩手県         | 岩手朝日テレビ   |                                                 |
| 宮城県         | 東日本放送       |                                                 |
| 秋田県         | 秋田朝日放送     |                                                 |
| 山形県         | 山形テレビ       |                                                 |
| 福島県         | 福島放送         |                                                 |
| 新潟県         | 新潟テレビ21     |                                                 |
| 富山県         | 北日本放送       | 日本テレビ系列 火曜 15時55分 - 16時25分に放送。 |
| 石川県         | 北陸朝日放送     |                                                 |
| 福井県         | 福井テレビ       | フジテレビ系列                                  |
| 山梨県         | 山梨放送         | 日本テレビ系列                                  |
| 長野県         | 長野朝日放送     |                                                 |
| 静岡県         | 静岡朝日テレビ   |                                                 |
| 中京広域圏     | メ〜テレ         |                                                 |
| 近畿広域圏     | 朝日放送         | 現：朝日放送テレビ                              |
| 島根県・鳥取県 | 山陰中央テレビ   | フジテレビ系列                                  |
| 広島県         | 広島ホームテレビ |                                                 |
| 山口県         | 山口朝日放送     |                                                 |
| 徳島県         | 四国放送         | 日本テレビ系列                                  |
| 香川県・岡山県 | 瀬戸内海放送     |                                                 |
| 愛媛県         | 愛媛朝日テレビ   |                                                 |
| 高知県         | テレビ高知       | TBS系列                                         |
| 福岡県         | 九州朝日放送     |                                                 |
| 長崎県         | 長崎文化放送     |                                                 |
| 熊本県         | 熊本朝日放送     |                                                 |
| 大分県         | 大分朝日放送     |                                                 |
| 宮崎県         | 宮崎放送         | TBS系列 水曜 15時25分 - 15時55分に放送。        |
| 鹿児島県       | 鹿児島放送       |                                                 |
| 沖縄県         | 琉球朝日放送     |                                                 |

## 30th ANNIVERSARY（30戦隊大全集）
本作品でスーパー戦隊シリーズ30作目となったことを記念し、Task.3よりEDと次回予告との間に「全戦隊大全集」のミニコーナーが設けられた。構成・演出は本作品の演出陣の1人である竹本昇が担当。
基本的にはテレビシリーズの映像が使用されるが、劇場版やVシネマの映像が使用されることもある。また、各戦隊の変身前の映像は一切使われていない。本作品よりハイビジョン制作のため、過去作品の映像は4:3から上下カットの16:9にカットされている。
例年同様、ミニコーナーではメンバーたちも本来の役とは微妙に外れたコミカルかつ意外な一面を見せるが、これについては蒼太役の三上が自身のブログで「戦隊紹介はおまけコーナーであることから結構自由にやっても良いのでアドリブをよく入れている」とコメントしている。DVD、東映チャンネル、YouTubeなどの動画配信ではこのコーナーは収録されていない。

### 30戦隊大全集
Task.4からTask.33までは、『秘密戦隊ゴレンジャー』から本作品までの全30作品を1話ずつ作品順にボウケンジャーのメンバーが案内役となり紹介。毎回のBGMにはその回主題となった戦隊のオープニングテーマが流れる。
毎回、戦隊紹介後にその戦隊に因んだ一発芸的な“オチ”を披露し、それが締めとなっている。オチには過去作品のパロディが織り込まれていたり、過去作品のプロップなどが登場することも多い。また、変身前のジャケットが登場する作品の紹介時にはこれを着用することもあるが、メンバーの構成上対応する色がない場合は一部違う色のジャケットを着用するケースもある。
コーナーの舞台はTask.19までは基本的にダイボウケンのコックピットが使用され、Task.20以降はサージェスサロンに移行。また、回によっては各ゴーゴービークルのコックピットが使用されることもある。

### 30戦隊大全集 スペシャルファイル
全戦隊の紹介が完了したTask.34より、それまでの「30戦隊大全集」からスーパー戦隊の「史上初」を紹介する「30戦隊大全集 スペシャルファイル」へとリニューアルされた。シリーズにおける「史上初」にちなんだ事柄の紹介の後、一発芸的なオチで締めるという基本的な構成は「大全集」とほぼ同じであるが、毎回のBGMにはその回に主題となった戦隊のエンディングテーマや挿入歌が流れるなど、一部では変更点も見られる。本コーナーの最終回であるTask.48では後番組『獣拳戦隊ゲキレンジャー』を紹介、Last Taskでは前年に引き続き、新戦隊のレッド（ゲキレッド）とのバトンタッチが本コーナーの代わりに充てられた。

## 他媒体展開

### 映像ソフト化
いずれも発売元は東映ビデオ。DVDの急速な普及に伴い、本作品より映像ソフト化もDVDのみの展開に一本化された。
- 2006年8月4日から2007年7月21日にかけて、テレビシリーズのDVD全12巻（各巻4話（最終巻のみ5話）収録）がリリースされた。
- 2006年5月21日から7月21日にかけて、「ヒーロークラブ」よりテレビシリーズの再編集版全2巻がリリースされた。

### 他テレビシリーズ
『海賊戦隊ゴーカイジャー』
第21話に明石、リュウオーン、ジャリュウが登場。
『4週連続スペシャル スーパー戦隊最強バトル!!』
高丘映士 / ボウケンシルバーが出演。他の5人も、変身後の姿のみ登場。

### 劇場版
『轟轟戦隊ボウケンジャー THE MOVIE 最強のプレシャス』
本作品の単独作品。
『ゴーカイジャー ゴセイジャー スーパー戦隊199ヒーロー大決戦』
『海賊戦隊ゴーカイジャー』と『天装戦隊ゴセイジャー』をメインとしたクロスオーバー作品。明石、ダイボウケンが登場。
『海賊戦隊ゴーカイジャー THE MOVIE 空飛ぶ幽霊船』
『海賊戦隊ゴーカイジャー』の単独作品。カースが登場。
『海賊戦隊ゴーカイジャーVS宇宙刑事ギャバン THE MOVIE』
『海賊戦隊ゴーカイジャー』と『宇宙刑事ギャバン』をメインとした作品。幻のゲッコウ、風のシズカが登場。
『仮面ライダー×スーパー戦隊 スーパーヒーロー大戦』
スーパー戦隊シリーズと仮面ライダーシリーズのクロスオーバー作品。初期メンバー、闇のヤイバ、クエスターが登場。
『特命戦隊ゴーバスターズVS海賊戦隊ゴーカイジャー THE MOVIE』
『特命戦隊ゴーバスターズ』と『海賊戦隊ゴーカイジャー』をメインとした作品。ダイボウケンが登場。
『仮面ライダー×スーパー戦隊×宇宙刑事 スーパーヒーロー大戦Z』
スーパー戦隊シリーズと仮面ライダーシリーズとメタルヒーローシリーズのクロスオーバー作品。初期メンバー、クエスターが登場。
『仮面ライダー×スーパー戦隊 超スーパーヒーロー大戦』
スーパー戦隊シリーズと仮面ライダーシリーズのクロスオーバー作品。ボウケンピンクが登場。
機界戦隊ゼンカイジャー THE MOVIE 赤い戦い! オール戦隊大集会!!
『機界戦隊ゼンカイジャー』の劇場作品。ボウケンレッドが登場。

### Vシネマ
『轟轟戦隊ボウケンジャーVSスーパー戦隊』
本作品のスーパー戦隊Vシネマ作品。
『獣拳戦隊ゲキレンジャーVSボウケンジャー』
本作品と『獣拳戦隊ゲキレンジャー』のスーパー戦隊Vシネマ作品。

## CS放送・ネット配信
CS放送
- テレ朝チャンネル1
  - 2009年11月 - 2010年5月
- 東映チャンネル
  - 2015年5月 - 10月
  - 2017年3月 - 8月（「スーパー戦隊ワールド」枠）

ネット配信
- 東映特撮 YouTube Official
  - 2012年7月2日 - 12月16日
  - 2017年9月29日 - 2018年3月16日
  - 2022年3月20日 - 9月4日
- 東映特撮ニコニコおふぃしゃる
  - 2025年3月7日 -